# Чарна-Сьредня
Чарна-Сьредня (пол. Czarna Średnia)— деревня в Польше, входит в состав Семятыченского повета Подляского воеводства, гмина Гродзиск. Чарна-Сьредня отдалена от Гродзиска примерно на 6 км и находится в 20 км на север от Семятыча и в 62 км на юг от региональной столицы Белосток.